# The R.E.D. Album
The R.E.D. Album è il quinto studio album del rapper statunitense Game. L'album è stato posticipato svariate volte dal 2009, fino ad arrivare al 23 agosto 2011, data ufficiale dell'uscita di The R.E.D. Album negli Stati Uniti. Pubblicato dalla Interscope, è stato il terzo album di Game a piazzarsi in prima posizione della Billboard 200, facendo slittare alla seconda posizione Watch the Throne di Jay-Z e Kanye West, con 4.000 dischi venduti in più.

## Singoli
Molti singoli sono stati lanciati per promuovere questo album come "Ain't No Doubt About It" con la partecipazione di Pharrell Williams e Justin Timberlake o "Krazy" con il rapper Gucci Mane, poi cancellati dalla tracklist ufficiale. I singoli ufficiali per "The R.E.D. Album" sono "Red Nation" con il rapper Lil' Wayne su un campionamento di "Kernkraft 400" fatta da Zombie Nation e "Pot Of Gold" con l'artista Chris Brown.
Il video di "Red Nation" è uscito il 12 aprile 2011 ma non è stato passato su Mtv e sugli altri canali che trattano di musica a causa delle allusioni e dei riferimenti che ci sono all'interno della canzone e del video sui Bloods, gang di strada di Los Angeles di cui Game fa parte. Il singolo comunque ha avuto un buon successo su YouTube con 13 milioni di ascolti e si è posizionato alla posizione 62 della Billboard Hot 100.
"Pot Of Gold" è uscito in maniera ufficiale su iTunes il 28 giugno 2011, anche se girava da un po'  di tempo già sul web. È stato il secondo singolo per promuovere The R.E.D. Album che vede la collaborazione dell'artista R&B Chris Brown ed al contrario di "Red Nation", "Pot Of Gold" ha avuto buon successo in tutto il mondo piazzandosi alla 58ª posizione in Inghilterra e alla 72ª in Svizzera. Il video del singolo è uscito il 25 luglio 2011, narra della vita di Game ed in una scena si possono notare dei poster dove sono ritratti Tupac, Snoop Dogg e gli N.W.A. in ricordo dei tempi da un po' passati. Il 20 dicembre 2011 esce il video di "Martians vs Goblins" con Tyler The Creator, terzo singolo dell'album.

## Tracce
1. Dr. Dre Intro
2. The City (feat. Kendrick Lamar)
3. Drug Test (feat. Dr. Dre, Snoop Dogg & Sly)
4. Martians vs Goblin (feat. Lil Wayne & Tyler, The Creator)
5. Red Nation (feat. Lil Wayne)
6. Dr. Dre 1
7. Good Girls Gone Bad (feat. Drake)
8. Ricky
9. The Good, The Bad, The Ugly
10. Heavy Artillery (feat. Rick Ross & Beanie Sigel)
11. Paramedics (feat. Young Jeezy)
12. Speakers on Blast (feat. Big Boi & E-40)
13. Hello (feat. Loyd)
14. All the Way Gone (feat. Mario & Wale)
15. Pot Of Gold (feat. Chris Brown)
16. Dr. Dre 2
17. All I Know
18. Born in the Trap
19. Mama Knows (feat. Nelly Furtado)
20. California Dream
21. Dr. Dre Outro